# Heel me
Heel me (Engels: Restore Me) is een sciencefictionroman voor jongvolwassenen uit 2018 van de Amerikaanse schrijfster Tahereh Mafi. Het is het vierde deel uit de oorspronkelijk als trilogie bedoelde Touching Juliette-serie. De schrijfster was aanvankelijk van mening dat de trilogie was afgerond, maar na het herlezen van de boeken besloot ze dat er nog meer verteld moest worden. Daarom besloot ze de trilogie uit te breiden met een nieuwe driedelige serie, waarvan Heel me het eerste deel is.

## Verhaal
Juliette kreeg in het voorafgaande boek Vertrouw me de macht in Sector 45 in handen en het is nu de vraag hoe zij hier mee om gaat. Ze heeft een vrijwel onbeperkte macht, maar ze ontdekt dat goed leiderschap meer inhoudt dan oorlog voeren en dat ze rekening moet houden met politieke problemen en intriges.
In het boek wordt het verhaal verteld vanuit het gezichtspunt van zowel Juliette als Warner, met wie zij een relatie heeft. Omdat beide personen een heel ander karakter met andere emoties hebben, kijken ze ook op een eigen manier naar de gebeurtenissen. Het boek vertelt het verhaal vanuit de beide gezichtspunten.